# MS Rigel
MS Rigel – norweski statek zbudowany w kopenhaskiej stoczni Burmeister & Wain w 1924. W czasie II wojny światowej wykorzystywany przez Niemców do transportu jeńców, został zatopiony w wyniku nalotu lotnictwa marynarki brytyjskiej 27 listopada 1944 pociągając za sobą przeszło 2,5 tysiąca ofiar.

## Historia
„Rigel” (pojemność 3828 BRT) oryginalnie należał do Bergenske Dampskibsselskab, kompanii armatorskiej z Bergen w Norwegii. Nazwany został na cześć najjaśniejszej gwiazdy w konstelacji Oriona jako statek z serii noszącej imiona na literę R. Pływał na linii obsługującej Amerykę Południową.
W czasie wojny początkowo brał udział w kilku konwojach brytyjskich (ON-6, HN-9A, ON-17A). Po zajęciu Norwegii przez Niemców w 1940 został zarekwirowany 16 sierpnia do transportu wojsk oraz jeńców wojennych, początkowo wciąż pływając pod norweską banderą. Od listopada 1944 pływał pod niemiecką banderą i z niemiecką załogą.
Pod dowództwem niemieckiego kapitana Heinricha Rhode wypłynął z Bjerkvik 21 listopada 1944 po zaokrętowaniu 951 jeńców wojennych i 114 strażników. W Narwiku zaokrętowano dalszych 349 jeńców wraz z 95 niemieckimi dezerterami i 8 Norwegami, więźniami Gestapo. Razem z mniejszymi jednostkami wypłynął do Tømmerneset, skąd dalszych 948 jeńców zostało zabranych w ładowniach, dalej „Rigel” kierował się do Bodø.
Wypływając z Bodø 26 listopada kapitan Rhode zgłaszał 2838 osób na pokładzie, w tym 2248 sowieckich, czeskich i jugosłowiańskich jeńców wojennych, 95 dezerterów i 8 norweskich więźniów. Dodatkowo zaokrętowanych było 455 żołnierzy niemieckich, 29-osobowa załoga oraz 3 pilotów.

### Zatopienie
Konwój eskortowany przez dwa małe eskortowce Kriegsmarine rankiem 27 listopada został dostrzeżony przez patrol z lotniskowca HMS „Implacable” realizującego operację Provident, której zadaniem było niszczenie niemieckiej komunikacji na wodach Morza Norweskiego. Samolot obserwacyjny omyłkowo zakwalifikował „Rigel” jako transportowiec wojskowy. Konwój przechwyciły myśliwce Supermarine Seafire i bombowce nurkujące Fairey Firefly. Do ataku doszło między wyspami Rosøya i Tjøtta na południe od portu Sandnessjøen w okręgu Nordland.
Storpedowaną i trafioną pięcioma bombami bezpośrednio w ładownie wypełnione jeńcami ciężko uszkodzoną jednostkę kapitan starał się posadzić na mieliźnie wyspy Rosøya, co udało się jedynie częściowo. Uszkodzony statek ostrzeliwany był stale przez samoloty. Zginęło 2571 osób, ocalało 267.
Razem z „Rigelem” zaatakowany został także węglowiec „Korsnes”, na którym zginęło 6 osób. On także został osadzony na mieliźnie.

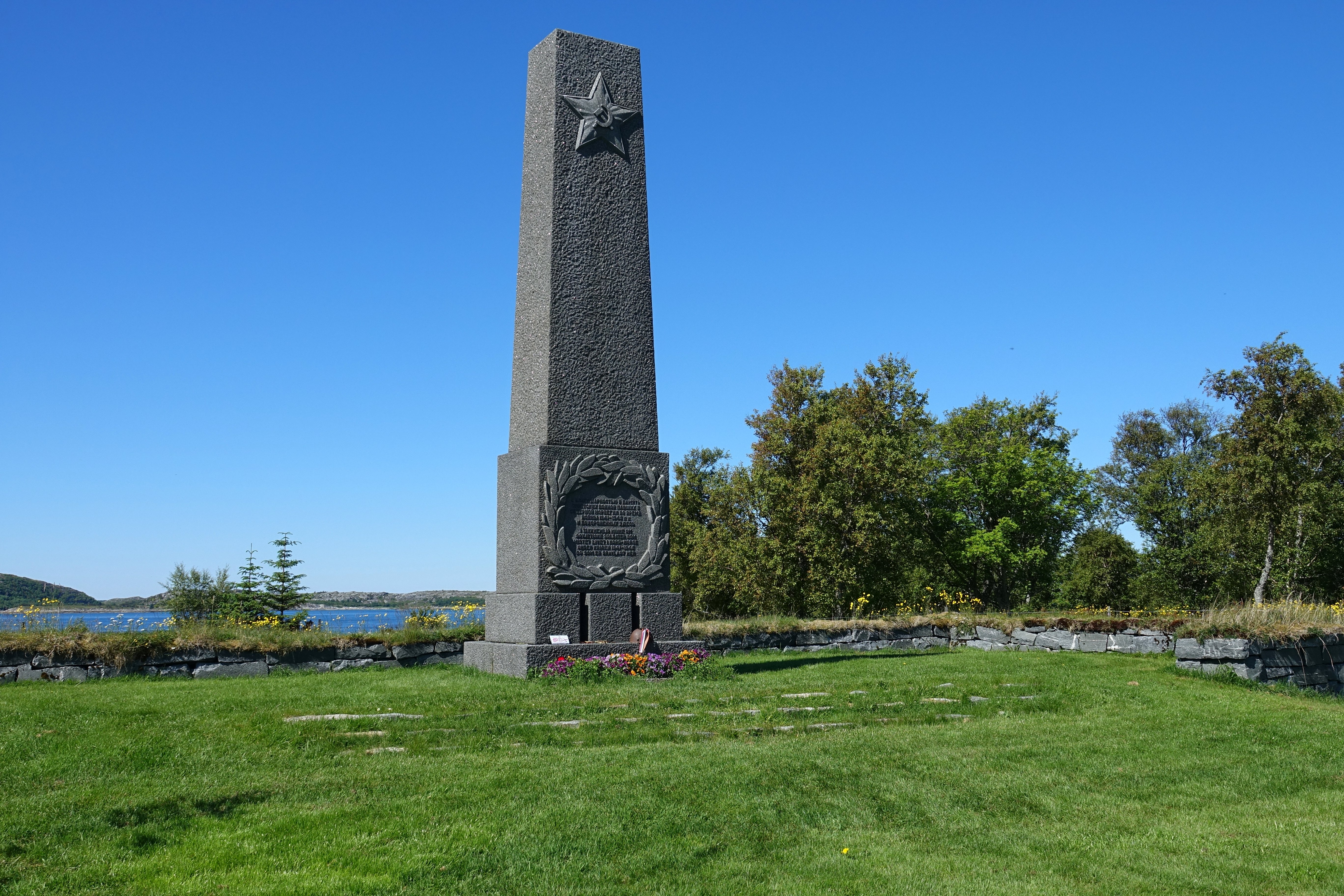
Monument na cmentarzu ofiar w Tjøtta

### Upamiętnienie
Przez lata wrak pozostawał nietknięty i półzatopiony jako cmentarz wojenny. W 1968 w dzienniku „Helgeland Arbeiderblad” ukazał się artykuł opisujący wizytę szwedzkich nurków we wraku i wydobycie czaszek ofiar. Rok później władze podjęły decyzję o pochowaniu ich szczątków na lądzie i rozbiórce wraku. W 1970 roku powstał Cmentarz Wojenny w Tjøtta, na którym wszystkie groby są anonimowe. Ostatecznie wrak rozebrano w 1975 roku.
Norweska telewizja publiczna NRK w 2004, w 60-lecie katastrofy poświęciła zdarzeniu krótki film wspomnieniowy, w którym znalazł się wywiad z ocalałym, 83-letnim wówczas Asbjørnem Schultzem, który zmarł 3 tygodnie później. W wywiadzie radiowym z 1966 Schultz wspomina, że konwój znalazł się pod ostrzałem ok. 40 samolotów. Według jego relacji, wielu więźniów, którym udało się wydostać ze statku, utonęło próbując dostać się na plażę.